# Новоясенская
Новоя́сенская — станица в Староминском районе Краснодарского края.
Административный центр Новоясенского сельского поселения.
Население — около 600 человек.

## География
Станица расположена в верховьях реки Ясени, в степной зоне, в 30 км юго-восточнее районного центра — станицы Староминская.

### Улицы
- пер. Комсомольский,
- пер. Мира,
- пер. Садовый,
- ул. Выгонная,
- ул. Зеленая,
- ул. Красная,
- ул. Кубанская,
- ул. Набережная,
- ул. Пионерская,
- ул. Советская,
- ул. Степная,
- ул. Школьная.

## История
Хутор Старовеличковский основан в 1902 году, не позже 1917 года преобразован в станицу Новоясенскую.

## Административное устройство
В состав Новоясенского сельского поселения кроме станицы Новоясенская входит также хутор Ясени.

Новоясенское сельское поселение на карте Староминского района

## Население
| 2002 | 2010 |
| ---- | ---- |
| 654  | ↘599 |